# Кулик Сергій Іванович
Сергій Іванович Кулик  — український радянський діяч, секретар Херсонського обласного комітету КП(б)У, голова Херсонської обласної ради профспілок.

## Біографія
Член ВКП(б). Перебував на відповідальній партійній роботі.
У травні 1944 — вересні 1952 року — секретар Херсонського обласного комітету КП(б)У із кадрів.
У вересні 1952 — після 1953 року — голова Херсонської обласної ради професійних спілок.
Подальша доля невідома.

## Нагороди
- орден Трудового Червоного Прапора (23.01.1948)
- медалі